# Arbour Zena
Albums de Keith Jarrett
Mysteries
(1975) Shades
(1975)
Arbour Zena est un album du pianiste américain Keith Jarrett, avec le saxophoniste Jan Garbarek, le bassiste Charlie Haden et l'Orchestre symphonique de la radio de Stuttgart dirigé par Mladen Gutesha. L'album est enregistré au Tonstudio Bauer, Ludwigsburg en octobre 1975 et sort en 1975 sur le label  ECM.

## Réception critique
La critique de Richard S. Ginell de AllMusic accorde 3/5 à l'album et souligne que bien qu'attirante à petites doses, la musique devient rapidement ennuyeuse, du fait de l'absence de tempo et de changements de texture. Ceci étant particulièrement marquant sur les 28 minutes du titre Mirrors

## Liste des morceaux
Toutes les compositions sont de Keith Jarrett.
| No | Titre        | Durée |
| -- | ------------ | ----- |
| 1. | Runes        | 15:24 |
| 2. | Solara March | 9:48  |
| 3. | Mirrors      | 27:47 |

## Musiciens
- Keith Jarrett - piano, compositions
- Jan Garbarek - saxophone ténor, saxophone soprano
- Charlie Haden - contrebasse
- Orchestre symphonique de la radio de Stuttgart - dirigé par Mladen Gutesha